# Liste der denkmalgeschützten Objekte in Neumarkt an der Ybbs
Die Liste der denkmalgeschützten Objekte in Neumarkt an der Ybbs enthält die 10 denkmalgeschützten, unbeweglichen Objekte der niederösterreichischen Gemeinde Neumarkt an der Ybbs.

## Denkmäler
| Foto |                 | Denkmal                                                                                 | Standort                                        | Beschreibung | Metadaten |
| ---- | --------------- | --------------------------------------------------------------------------------------- | ----------------------------------------------- | --- | --- |
| ja   | Datei hochladen | Figurenbildstock hl. Johannes Nepomuk HERIS-ID: 77788 Objekt-ID: 91420                  | Hauptstraße Standort KG: Kemmelbach             | Die von einem 1991/1992 als Ersatz für eine baufällige Holzkonstruktion errichteten Baldachin beschirmte Sandsteinstatue des hl. Johannes Nepomuk in der Kemmelbacher Hauptstraße stammt aus dem zweiten Viertel des 18. Jahrhunderts. | BDA-Hist.: Q38150413 Status: § 2a Stand der BDA-Liste: 2025-06-30 Name: Figurenbildstock hl. Johannes Nepomuk GstNr.: 771/2 Johannes Nepomuk Kemmelbach                               |
| ja   | Datei hochladen | Meierhof und Wirtschaftsgebäude von Schloss Neudenburg HERIS-ID: 41525 Objekt-ID: 42028 | Hauptstraße 36a Standort KG: Kemmelbach         | Die ehemaligen Wirtschaftsgebäude von Schloss Neudenburg liegen im Südwesten der Anlage. | BDA-Hist.: Q38001483 Status: Bescheid Stand der BDA-Liste: 2025-06-30 Name: Meierhof und Wirtschaftsgebäude von Schloss Neudenburg GstNr.: 139 Meierhof Schloss Neudenburg Kemmelbach |
| ja   | Datei hochladen | Schloss Neudenburg und Stöckl HERIS-ID: 34160 Objekt-ID: 32138                          | Hauptstraße 36 Standort KG: Kemmelbach          | Im 16./17. Jahrhundert wurde der Ansitz einer adeligen Familie in Neudenbug zu einer vierflügeligen Anlage ausgebaut. Straßentrakt und Seitenflügel wurden 1813 abgerissen, der Gartentrakt in der zweiten Hälfte des 19. Jahrhunderts erweitert. Im Nordosten befindet sich das zweigeschoßige „Stöckl“ mit quadratischem Grundriss, Treppenturm und Pyramidendach. Das eigentliche Schloss ist ein länglicher zweigeschoßiger Kastenbau mit zweiachsigen Seitenrisaliten und historistischer Fassadengestaltung. Es hat an der Schauseite einen dreigeschoßigen Torturm mit Kreuzgratgewölben, der im Kern aus der zweiten Hälfte des 16. Jahrhunderts stammt. Über dem rundbogigen Einfahrtstor ist ein schmiedeeiserner Balkon zu sehen. Der zweigeschoßige Anbau an der Rückseite wurde im frühen 20. Jahrhundert errichtet. | BDA-Hist.: Q37956606 Status: Bescheid Stand der BDA-Liste: 2025-06-30 Name: Schloss Neudenburg und Stöckl GstNr.: .6/1, .6/5 Schloss Neudenburg Kemmelbach                            |
| ja   | Datei hochladen | Gräberfeld Haidenschaft HERIS-ID: 112231 Objekt-ID: 130304                              | Haidenschaft Standort KG: Neumarkt              | Auf der Flur Haidenschaft wurden ab 1961 (Gräber-)Funde aus der frühen Bronzezeit sowie aus der Karolingerzeit dokumentiert. | BDA-Hist.: Q15818506 Status: Bescheid Stand der BDA-Liste: 2025-06-30 Name: Gräberfeld Haidenschaft GstNr.: 1914/1, 1917                                                              |
| ja   | Datei hochladen | Kath. Pfarrkirche hl. Nikolaus HERIS-ID: 38932 Objekt-ID: 38566                         | neben Kirchenplatz 1 Standort KG: Neumarkt      | Die Pfarrkirche hl. Nikolaus ist ein spätgotischer Bau mit romanischem Mauerkern, Fünfachtelchor und einem im 16. Jahrhundert umgebauten Langhaus. 1758 erfolgte eine Erhöhung des Westturms und 1990–1992 ein Erweiterungsbau nach Norden. | BDA-Hist.: Q27119748 Status: § 2a Stand der BDA-Liste: 2025-06-30 Name: Kath. Pfarrkirche hl. Nikolaus GstNr.: .9 Pfarrkirche hl. Nikolaus Neumarkt an der Ybbs                       |
| ja   | Datei hochladen | Figurenbildstock hl. Johannes Nepomuk HERIS-ID: 77810 Objekt-ID: 91443                  | Marktplatz Standort KG: Neumarkt                | Die Johannes-Nepomuk-Statue aus der Mitte des 18. Jahrhunderts unter einer modernen Dachkonstruktion. | BDA-Hist.: Q38150479 Status: § 2a Stand der BDA-Liste: 2025-06-30 Name: Figurenbildstock hl. Johannes Nepomuk GstNr.: 1715/4 Johannes Nepomuk Neumarkt an der Ybbs                    |
| ja   | Datei hochladen | Rathaus/ehem. Mauthaus/Kindergarten HERIS-ID: 50299 Objekt-ID: 55120                    | Marktplatz 1 Standort KG: Neumarkt              | Einheitlicher Renaissancebau aus der Zeit um 1570/80. Bis 1872 im Besitz der Herrschaft Karlsbach, von 1872 bis 1961 Schule, danach teilweise Innenumbau. | BDA-Hist.: Q38039227 Status: § 2a Stand der BDA-Liste: 2025-06-30 Name: Rathaus/ehem. Mauthaus/Kindergarten GstNr.: .15 Rathaus Neumarkt an der Ybbs                                  |
| ja   | Datei hochladen | Hausberg Waasen HERIS-ID: 111819 Objekt-ID: 129829seit 2012                             | Waasen Standort KG: Neumarkt                    | Der Hausberg Waasen gilt als Standort einer mittelalterlichen Wehranlage, die ab spätestens 1591 verödet war. 1733 wurden drei Klafter Steine aus ihrem Mauerwerk für den Bau der Sakristei in Neumarkt verwendet. 1838 waren keine Mauern mehr zu sehen. Die letzten Reste des mutmaßlichen Burgstalls wurden vor 1991 abgetragen. | BDA-Hist.: Q37826916 Status: § 9-Feststellung Bodendenkmal Stand der BDA-Liste: 2025-06-30 Name: Hausberg Waasen GstNr.: 1205                                                         |
| ja   | Datei hochladen | Wegkapelle hl. Johannes Nepomuk HERIS-ID: 77794 Objekt-ID: 91426                        | gegenüber Ybbser Straße 2 Standort KG: Neumarkt | Statue des Heiligen Johannes Nepomuk in einer Giebelkapelle mit kleinem Glockenreiter. | BDA-Hist.: Q38150425 Status: § 2a Stand der BDA-Liste: 2025-06-30 Name: Wegkapelle hl. Johannes Nepomuk GstNr.: 1404/2 Wegkapelle Johannes Nepomuk Neumarkt an der Ybbs               |
| ja   | Datei hochladen | Dreifaltigkeitssäule HERIS-ID: 77795 Objekt-ID: 91427                                   | Standort KG: Neumarkt                           | Barocke Gnadenstuhlgruppe auf hoher Säule aus dem Jahr 1693, 1993 restauriert. | BDA-Hist.: Q38150437 Status: § 2a Stand der BDA-Liste: 2025-06-30 Name: Dreifaltigkeitssäule GstNr.: 1719/1 Dreifaltigkeitssäule Neumarkt an der Ybbs                                 |